# Lucifer’s Horns
Lucifer’s Horns – trzeci album studyjny polskiej grupy muzycznej Moon. Wydawnictwo ukazało się 15 września 2010 roku nakładem wytwórni muzycznej Witching Hour Productions. Perkusja została zarejestrowana w marcu 2010 roku w lubelskim Sinqest Studio. Pozostałe instrumenty nagrano pomiędzy kwietniem a majem tego samego roku w Progresja Studio w Warszawie. Mastering wszystkich kompozycji wykonali bracia Wiesławscy w białostockim Hertz Studio.

## Lista utworów
Opracowano na podstawie materiału źródłowego.
1. "Summoning of Natan" - 01:15
2. "Lucifer’s Horns" - 04:25
3. "Torches Begin to Burn" - 03:44
4. "Confined in Heaven" - 05:51
5. "Zwiastowanie Ognia" - 04:31
6. "The Book of Fire" - 04:45
7. "Night of the Serpent" - 03:40
8. "The Semen of Ye Old One" - 04:55
9. "Czarny Horyzont" - 04:10
10. "Summoning of Demons" - 03:09 (bonus na płycie CD)
11. "Daemons Heart" - 01:59

## Twórcy
Opracowano na podstawie materiału źródłowego.
| - Cezary Augustynowicz – gitara rytmiczna, wokal, produkcja muzyczna - Gonthy - gitara prowadząca - Piotr "Mścisław" Bajus – gitara basowa, wokal - Krzysztof "Vizun" Saran – perkusja - Arkadiusz Malczewski - inżynieria dźwięku, produkcja muzyczna, miksowanie | - Wojciech Wiesławski - mastering - Sławomir Wiesławski - mastering - Piotr "Ragnarock" Karwowski - zdjęcia - Blackteammedia.pl - okładka, oprawa graficzna - Xaos Oblivion - intro |